# موتور بازی‌سازی فیوژن
فیوژن (به انگلیسی: Fusion) یک موتور بازی‌سازی ساخته شده توسط شرکت توسعه‌ی نرم‌افزاری Clickteam می‌باشد، که برای نخستین بار در سال 1995 معرفی شد، این موتور بازی‌سازی در ابتدا در بستر Rebranded Factory Factory ایجاد شد، در ادامه با استفاده از Multimedia Fusion بازطراحی و در نهایت با نسخه‌ی Keyteam Fusion بازنویسی شد.
این محیط توسعه نرم‌افزاری ساده قابلیت ساخت بازی‌های دو بعدی حرفه‌ای را به استفاده‌کنندگان می‌دهد و از امکان ساخت بازی‌های موبایل بدون نیاز به کدنویسی نیز پشتیبانی می‌کند و در دو نسخه‌ی رایگان و تجاری عرضه شده است.
در حالت کلی خروجی بازی‌های طراحی شده توسط فیوژن برای سیستم‌عامل ویندوز ایجاد شده بود اما در ادامه به کمک بسته‌های نرم‌فزاری کمکی امکان تهیه‌ی خروجی برای سیستم‌عامل‌های اندروید و iOS نیز برای آن فراهم شد.

## نسخه‌های جدیدتر فیوژن
در جدیدترین نسخه‌ی فیوژن امکان ساخت رویدادهای هوشمند به بستر نرم‌افزار اضافه شده است، این قابلیت سرعت ساخت بازی‌ها را سرعت بخشیده و فرایند آن را ساده‌سازی می‌کند.